# 假冒女團
《假冒女團》拍攝於2021年香港喜劇，由徐梓耀導演及編劇、黃永峯監製，主演包括盧瀚霆、蘇皓兒、陳紫萱、李靜儀、李炘頤及陳葦璇等一眾香港新生代演員。

## 故事大綱
國際保障未成年少男少女身心健康發展協會會員Dr.K（譚耀文）質疑司徒老闆（林敏驄）舉辦的選秀活動「新星產線」利用年輕人追夢的心理，從中榨壓勒索，嚴重危害大批青少年身心發展，然而協會目前面臨營運困難，只好將貨就價重新聘用被革職的問題會員雷紫荊（盧瀚霆）協助調查，意外令娛樂記者夏日葵（蘇皓兒）、九線歌手白百合（李靜儀）及解救堂妹元萱（陳紫萱）的元螢（李炘頤）組成假冒女團參賽⋯

## 演員表

### 領銜主演
| 演員               | 角色   | 備註                                       |
| 盧瀚霆             | 雷紫荊 | 國際保障未成年少男少女身心健康發展協會會員 |
| 蘇皓兒             | 夏日葵 | 「天眼」娛樂記者                           |
| 陳紫萱             | 元萱   | 元螢堂妹                                   |
| 李靜儀@Super Girls | 白百合 | 九線歌手                                   |
| 李炘頤             | 元螢   | 元萱堂姐                                   |

### 友情演出
| 演員         | 角色     | 備註                                       |
| 譚耀文       | Dr.K     | 國際保障未成年少男少女身心健康發展協會會員 |
| 林敏驄       | 司徒老闆 | 新星娛樂創辦人                             |
| 郭嘉駿@ERROR | 郭導演   | 「新星產線」導演                           |
| Sunny Wong   | Sunny    | 跳舞老師                                   |

### 特別演出
| 演員   | 角色 | 備註     |
| 張建聲 |      | 工作人員 |

### 主演
| 演員   | 角色          | 備註                                               |
| 羅浩銘 | Lisa          | 「新星產線」監製                                   |
| 陳葦璇 | 阿璇          | 新一季「新星產線」奪冠的大熱門                     |
| 蘇致豪 | Fat Dragon    | 好色而自名不凡的音樂人，新一季「新星產線」評判之一 |
| 張文傑 | 攝影大師      |                                                    |
| 陳婉婷 | 嚴導師        | 「新星產線」培訓中心導師                           |
| 張凱娸 | 雷師傅        | 雷紫荊妹妹                                         |
| 黃溢濠 | 夏先生        |                                                    |
| 方芷欣 | 方 方         |                                                    |
| 戴鎧霖 | 英氣客人/靚仔 |                                                    |

### 參與演出演員
| 演員   | 角色           | 備註 |
| 潘緻慧 | 女保安         |      |
| 陳伊霖 | 未成年參賽者   |      |
| 連小喬 | 參賽者         |      |
| 姚琰欣 | 參賽者         |      |
| 易映彤 | 參賽者         |      |
| 鄺巧瑩 | 參賽者         |      |
| 劉嘉麗 | 參賽者         |      |
| 丘翊鵬 | 參賽者         |      |
| 葉 婷  | 參賽者         |      |
| 周沛辛 | A Team實習生   |      |
| 馮欣儀 | A Team實習生   |      |
| 廖寶兒 | A Team實習生   |      |
| 李 棋  | C Team實習生   |      |
| 盧沅琦 | C Team實習生   |      |
| 諸詠姿 | C Team實習生   |      |
| 曾睿彤 | C Team實習生   |      |
| 林役瞳 | C Team實習生   |      |
| 梁德忠 | 排舞師         |      |
| 陳廷汛 | 夜場DJ         |      |
| 黃根鳴 | Dr.K同僚       |      |
| 朱偉業 | 贊助商老闆     |      |
| 朱素賢 | Fat Dragon女友 |      |
| 杜偉文 | 司徒老闆助理   |      |
| 何昊嵐 | 狗仔隊記者     |      |
| 黃泰皓 | 狗仔隊記者     |      |
| 葉倩彤 | D Team實習生   |      |
| 王麗斯 | D Team實習生   |      |
| 關凱茵 | D Team實習生   |      |
| 鄧暐瑩 | D Team實習生   |      |
| 關雅芳 | D Team實習生   |      |
| 馬穎珊 | 實習生         |      |
| 陳書昕 | 實習生         |      |
| 周芷慧 | 實習生         |      |

## 票房
《假冒女團》上映首日成為同日開畫電影中的最高票房電影，連早前首映及優先場總算，首天票房衝破110萬。

## 記事
- 此電影為盧瀚霆（Anson Lo）首部電影作品。

## 外部連結
- 香港影庫上《假冒女團》的資料（繁體中文）
- 豆瓣电影上《假冒女團》的資料 （简体中文）
- 宏寰文化傳播 （页面存档备份，存于）
- 互联网电影数据库（IMDb）上《假冒女團》的资料（英文）